# Joseph-Romain Joly
Pour les articles homonymes, voir Joly.
Joseph-Romain Joly est un religieux capucin et homme de lettres français, né à Saint-Claude (Jura) le 15 mars 1715 et mort à Paris le 22 octobre 1805. 

## Biographie
Il entre en religion chez les Capucins de Pontarlier en 1732 ; il devient en 1754 bibliothécaire des Capucins du Marais à Paris. 
Il est l'auteur de nombreux écrits, en poésie, littérature, science et histoire. 

## Œuvres
Parmi ses nombreux écrits, on trouve :
- Le Diable cosmopolite, poème (Paris, 1760, in-8°), satire dirigée contre les philosophes ;
- Lettres sur les spectacles, à Mlle Clairon (Paris, 1762, in-8°) ;
- Histoire de la prédication (Paris, 1767, in-12) ;
- Conférences pour servir à l'instruction du peuple (Paris, 1771, 3 vol. in-12) ;
- Le Phaéton moderne, poème (Paris, 1772, in-80), satire contre Voltaire ;
- Dictionnaire de la morale philosophique (Paris, 1772, 2 vol, in-8°) ;
- La Franche-Comté ancienne et moderne (Paris, 1779, in-12) ;
- La Géographie sacrée et les Monuments de l'histoire sainte (Paris, 1784) :
- Aventures de Mathurin Bonice, premier habitant de l'île de l'Esclavage, premier ministre du roi Zanfara (Paris, 1783, 1 vol. in-12), roman moral ;
- L'Égyptiade ou Voyage de saint François d'Assise à la cour du roi d'Égypte, poème épique en 12 chants (Paris, 1786, in-12) ;
- Théologie abrégée ou Sommaire de la doctrine chrétienne (Paris, 1790, 2 vol. in-12) ;
- Placide, tragédie chrétienne en cinq actes et en vers (Paris, 1790, in-12) ;
- L'Ancienne géographie universelle comparée à la nouvelle (Paris 1801 2 vol. in-8°, avec 1 atlas in-4°).

Le père Joly a publié, en outre, des articles et des poésies dans L'Année littéraire et le Mercure de France, et il a édité l’Histoire critique et apologétique de l'ordre des chevaliers du Temple, par le père Lejeune (Paris, 1789, 2 vol. in-40).

## Sources
- Charles Weiss, « Joseph Romain Joly », dans Biographie universelle, ou Dictionnaire historique, 1841 ; notice rédigée d'après un manuscrit conservé à la bibliothèque municipale de Besançon, Notice touchant la vie et les ouvrages... du R. P. Joseph Romain Joly, prêtre, capucin de Paris, ancien bibliothécaire de son ordre Lire en ligne.
- Grand dictionnaire universel du XIXe siècle
- Émile Fourquet, « Joseph Romain Joly », dans Les Hommes célèbres et les personnalités marquantes de Franche-Comté, Besançon, Sequania, 1929, p. 168.
- « Josephus-Romanus à Saint-Claude », dans Lexicon capuccinum (1525-1950), Rome, 1951, p. 854.
- « Joseph Romain Joly », dans Dictionnaire des lettres françaises. Le XVIIIe siècle, Paris, Arthème Fayard, 1960, p. 590-591.
- Alain Mothu, « Un critique tardif du "De tribus impostoribus" : le capucin Joseph Romain Joly », La Lettre clandestine, no 13,‎ 2004, p. 279-309 ; contient p. 287-309 l'édition de la Lettre à M** sur le livre des trois imposteurs de Joly.
- François Moureau et Robert Favre, « Joseph Romain JOLY (1715-1805) », sur Dictionnaire des journalistes.